# دستگاه مرجع لخت
دستگاه مرجع لَخت یا چارچوب مرجع لَخت (به زبان انگلیسی: Inertial frame of reference) دستگاهی است که در آن قانون اول و دوم نیوتون معتبر هستند، یعنی دستگاه مختصاتی که دارای شتاب نیست. اگر دستگاه در حال چرخش حتی با سرعت ثابت باشد، شتاب‌دار محسوب می‌شود.

## معرفی

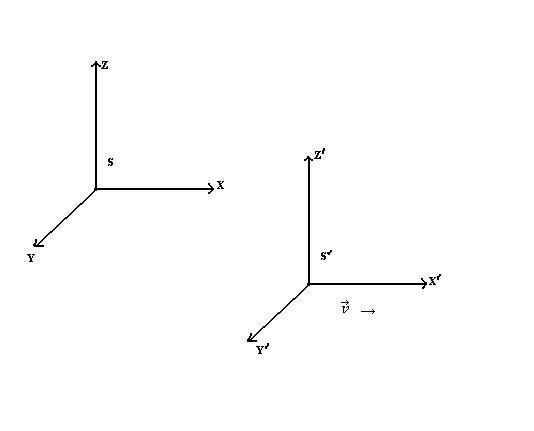
یک دستگاه شتابدار (نالخت) (x',y',z'z) در دستگاه لخت (x,y,z)

حرکت یک جسم امری نسبی‌ست و فقط نسبت به دیگر چیزها (دیگر اجسام، ناظر، یا دستگاه مختصات) معنی پیدا می‌کند. به این موارد دستگاه مرجع می‌گوییم. اگر این دستگاه را بد انتخاب کنیم، قوانین حرکت ممکن است بسیار سخت‌تر از ضرورت شود. برای مثال یک جسم آزاد را در نظر بگیرید که هیچ نیروی خارجی‌ای به آن وارد نمی‌شود و در نقطه‌ای ایستاده‌است. در بسیاری از دستگاه‌های مرجع این جسم در حال حرکت است با اینکه هیچ نیرویی به آن وارد نمی‌شود. با این حال همیشه می‌توان یک چارچوب مرجع انتخاب کرد که این جسم در آن دستگاه ثابت است. اگر یک خلاصهٔ ساده و شهودی بخواهیم در مورد دستگاه مرجع لَخت بدهیم باید بگوییم: در یک دستگاه مرجع لَخت، قوانین فیزیک ساده‌ترین شکل را به خود می‌گیرند.
در یک دستگاه مرجع لَخت قانون اول نیوتون، که به آن قانون لَختی گفته می‌شود، صادق است: اجسام در صورتی که به آن‌ها نیرویی وارد نشود تمایل دارند تا ثابت بمانند یا در یک خط صاف با سرعت ثابت به حرکت خود ادامه‌دهند. همچنین قانون دوم نیوتون برای یک ذرهٔ آرمانی نیز در این دستگاه صادق است که این قانون به شرح زیر است:
{\displaystyle F:ma}

که در آن {\displaystyle F} بردار جمع نیروهای وارد شده به جسم، {\displaystyle m} جرم و {\displaystyle a} بردار شتاب آن جسم است که توسط یک ناظر ثابت در آن دستگاه دیده می‌شود.